# Astelia graminea
Astelia graminea är en enhjärtbladig växtart som beskrevs av Lucy Beatrice Moore. Astelia graminea ingår i släktet Astelia och familjen Asteliaceae. Inga underarter finns listade i Catalogue of Life.

## Utbredning
Arten är endemisk för Nya Zeeland.